# Pyramides metróállomás
A Pyramides egy metróállomás Franciaországban, Párizsban a párizsi metró 7-es és 14-es metróvonalakon.

## Metróvonalak
Az állomást az alábbi metróvonalak érintik:
- 7-es metróvonal
- 14-es metróvonal

## Kapcsolódó állomások
A metróállomáshoz az alábbi állomások vannak a legközelebb:
- Palais Royal-Musée du Louvre (Villejuif – Louis Aragon, Mairie d’Ivry, 7-es metróvonal)
- Opéra (La Courneuve – 8 Mai 1945, 7-es metróvonal)
- Madeleine (Saint-Denis Pleyel, 14-es metróvonal)
- Châtelet (Aéroport d'Orly, 14-es metróvonal)